# یانا زورگرس
یانا زورگرس (انگلیسی: Jana Sorgers؛ زادهٔ ۴ اوت ۱۹۶۷) قایقران روئینگ اهل آلمان بود.
وی در مسابقات کشوری و بین‌المللی در مجموع برندهٔ ۹ مدال طلا شده‌است.